# Узник совести
Узник совести (англ. prisoner of conscience) — термин, введённый в обращение в начале 1960-х годов основателем международной правозащитной организации Amnesty International британским юристом и правозащитником Питером Бененсоном и относящийся к человеку, который находится под стражей или в заключении исключительно за то, что мирно выражал свои политические, религиозные или научные взгляды.
Узник совести определяется организацией как человек, физическая свобода которого ограничена тюремным заключением или иным способом из-за его политических, религиозных или иных убеждений, а также этнического происхождения, пола, расы, языка, национального или социального происхождения, родственных отношений, имущественного статуса, сексуальной ориентации и других характеристик личности. При этом узниками совести не считаются люди, прибегающие к насилию или пропагандирующие насилие и вражду.
По данным организации Amnesty International, в общей сложности на начало 2020 года в разных странах мира содержалось в заключении не менее 150 «узников совести».

## Принятие решения о признании узником совести
Если человек подпадает под определение узника совести, правозащитное сообщество обращается в Amnesty International с соответствующей просьбой. Принимая решение о признании узником совести, Amnesty International анализирует факты, взятые из нескольких источников. Организация может брать во внимание активность в социальных сетях, предыдущие высказывания или действия человека и проверять их, в том числе, на предмет пропаганды насилия или вражды, так как это исключает возможность наделить человека статусом узника совести. Окончательное решение принимает Международный секретариат.
Признание узниками совести помогает привлечь к судьбе этих людей дополнительное общественное внимание или создать давление на соответствующие государства. Преимуществ этот статус не даёт.

## История
Первым узником совести в 1962 году был назван пражский архиепископ Йозеф Беран, который провёл 14 лет в тюрьме (1949—1963) за проповедь, осуждавшую коммунистический строй. Спустя полтора года он и четыре других епископа, на дела которых удалось обратить внимание, были освобождены.
Одним из первых советских узников совести в 1962 году был признан католический священник из Львова Иосиф Слипый, который провёл в лагерях 18 лет и был выслан из СССР в 1963 году, а в 1965 году назначен кардиналом и главой Украинской грекокатолической церкви.

## Список

### В СССР
К категории советских «узников совести» причисляли, в частности, Вазифа Мейланова, Натана Щаранского и Андрея Сахарова.

### В России
28 сентября 2006 года правозащитная организация «Международная амнистия» (англ. Amnesty International) назвала узником совести правозащитника Льва Пономарёва, получившего по решению суда трое суток административного ареста за организацию пикета памяти жертв террористического акта в Беслане у Соловецкого камня на Лубянской площади Москвы 3 сентября 2006 года и сопротивление сотрудникам милиции. Префектура Центрального округа запретила проведение акции, в связи с чем её участники были разогнаны ОМОНом. Лев Пономарёв стал четвёртым человеком, признанным узником совести в России.
До него Amnesty International называла узниками совести осуждённых за шпионаж Григория Пасько и Александра Никитина, а также омского правозащитника Юрия Шадрина.
8 января 2011 года узниками совести были названы Борис Немцов, Константин Косякин, Илья Яшин, Кирилл Манулин и Эдуард Лимонов, 31 декабря 2010 года участвовавшие в митинге в поддержку 31 статьи Конституции РФ. Вслед за этим узниками совести были признаны Надежда Низовкина и Татьяна Стецура, 31 декабря 2010 года взятые под стражу в столице Бурятии городе Улан-Удэ по обвинению в экстремизме (ст. 282 УК РФ).
24 мая 2011 года Amnesty International признала узниками совести Михаила Ходорковского и Платона Лебедева.
После выборов в Госдуму 2011 года Алексея Навального обвинили в оказании сопротивления сотрудникам правопорядка; Международная амнистия признала его узником совести.
5 декабря 2011 года Amnesty International признала узниками совести большинство активистов, задержанных во время протестов против предполагаемых подтасовок во время выборов в Госдуму.
3 апреля 2012 года Amnesty International признала участниц российской панк-группы Pussy Riot, арестованных за акцию в храме Христа Спасителя, узниками совести. Несколько участниц панк-группы Pussy Riot в масках, закрывавших лица, выступали перед алтарём, на записанное видео в храме позже наложили антипутинскую песню. После этого власти 4 марта арестовали Марию Алёхину и Надежду Толоконникову, а 15 марта — Екатерину Самуцевич, утверждая, что за масками скрывались именно они.
17 мая 2012 года узниками совести признаны Удальцов и Навальный.
3 октября 2013 года узниками совести признали узников Болотной Михаила Косенко, Владимира Акименкова и Артёма Савёлова. Затем узниками совести были признаны Николай Кавказский, Степан Зимин, Леонид Ковязин, Алексей Полихович, Денис Луцкевич, Сергей Кривов и Ярослав Белоусов. Алексей Полихович, Денис Луцкевич и Николай Кавказский отказались признавать себя узниками совести, пока ими не признают всех фигурантов «Болотного дела».
В начале февраля 2014 года Amnesty International признала узниками совести экологов из Краснодарского края Евгения Витишко и Игоря Харченко.
5 марта 2014 года Amnesty International признала узниками совести всех, «кто был задержан за мирное осуществление своего права на свободу собраний» в Москве во время оглашения приговора по «Болотному делу» перед зданием Замоскворецкого суда и на Тверской улице 21 и 24 февраля, участников протестной акции в поддержку Навального 1 марта и участников антивоенных демонстраций 2 и 4 марта 2014 года.
3 мая 2015 года узником совести был признан Артём Лоскутов, российский художник, один из организаторов ежегодных шествий «Монстрация» в городе Новосибирске, арестованный на 10 суток за организацию, участие в несанкционированном мероприятии и невыполнение требований сотрудников полиции.
7 сентября 2016 года узником совести был признан Руслан Соколовский, видеоблогер.
31 марта 2017 года узниками совести были признаны сотрудники Фонда борьбы с коррупцией, задержанные во время прямой трансляции с митингов против коррупции, которые проходили в российских городах 26 марта.
11 сентября 2018 года узником совести был признан Михаил Беньяш, российский адвокат, которого 9 сентября 2018 года задержали и избили сотрудники правоохранительных органов города Краснодар митинга против повышения пенсионного возраста. Позднее в отношении адвоката было возбуждено два уголовных дела по статьям 318 и 294 УК РФ.
5 мая 2019 года Amnesty International признала узниками совести задержанных на первомайской массовой художественной акции в Махачкале: Раисат Сиражудинову, Хаджимурата Абакарова и Ибрагима Нажмудинова.
19 сентября 2019 года Amnesty International признали узником совести якутского шамана Александра Габышева.
15 июня 2020 года организация Amnesty International признала узником совести российского политика и историка лидера движения «За новый социализм» видеоблогера Николая Платошкина.
22 июня 2020 года Amnesty International признала узником совести крымского правозащитника Эмира-Усеина Куку.
14 декабря 2020 года Amnesty International признала узником совести крымскотатарского правозащитника Сервера Мустафаева.
17 января 2021 года узником совести был признан Алексей Навальный, задержанный после приземления в аэропорту Шереметьево. 23 февраля 2021 года медиаменеджер Amnesty International по Восточной Европе и Центральной Азии Александр Артемьев объявил, что организация отказалась считать Навального «узником совести». AI изучила высказывания политика середины 2000-х годов. По мнению организации, они «достигают уровня hate speech». Призыв к освобождению Навального Amnesty International оставила действующим, его преследование считается политически мотивированным и после 23 февраля. В мае 2021 года организация отменила своё предыдущее решение и вернула Навальному статус узника совести.
11 апреля 2022 года узником совести был признан Владимир Кара-Мурза, российский оппозиционный политик, тележурналист, режиссёр, публицист. По официальной версии, Кара-Мурза распространял «фейки» о российской армии, сотрудничал с нежелательными организациями и совершил государственную измену. Признан политическим заключённым. В прошлом являлся близким соратником известного оппозиционного политика Бориса Немцова. Уже находясь в заключении, Кара-Мурза получил премии Вацлава Гавела в области прав человека, фонда Акселя Шпрингера, женевской неправительственной организации UN Watch
7 марта 2023 года Amnesty International признала узником совести автора телеграм-канала «Протестный МГУ» Дмитрия Иванова.

### На Украине
Харьковские активисты Денис Чернега и Андрей Еварницкий получили 15 суток ареста за сопротивление властям во время вырубки деревьев в парке им. Горького (июнь 2010). Чернега и Еварницкий были признаны узниками совести: соответствующее решение приняло 17 июня 2010 правление организации Amnesty International.
Выступивший против мобилизации украинцев в армию, после чего арестованный и обвинённый в феврале 2015 года в государственной измене и шпионаже журналист Руслан Коцаба был признан Amnesty International узником совести.
Оппозиционный журналист В. А. Муравицкий арестован 1 августа 2017 года и обвинён в государственной измене, ему грозило лишение свободы на 15 лет с конфискацией имущества. 20 декабря 2017 года признан Amnesty International узником совести. Провёл в тюремном заключении 330 дней, после чего его поместили под ночной домашний арест.

### В Белоруссии
Ряд белорусских заключённых в разное время был назван организацией Amnesty International узниками совести: самые известные из них — Юрий Иванович Бандажевский, Николай Викторович Статкевич, Александр Александрович Васильев. Александр Викторович Беляцкий, Виктор Дмитриевич Бабарико, Сергей Леонидович Тихановский, Павел Константинович Северинец, Михаил Николаевич Чигирь.

### В Казахстане
Amnesty International назвала узником совести Болата Атабаева и Айгуль Утепову.

### В Туркменистане
Среди туркменских заключённых были названы организацией Amnesty International узниками совести Борис Шихмурадов, Константин Шихмурадов, Огулсапар Мурадова, Аннакурбан Аманклычев, Сапардурды Хаджиев, Сердар Рахимов и другие.